# Omari Lewis
Omari Lewis (* 26. November 2001 in Arouca) ist ein Leichtathlet aus Trinidad und Tobago, der sich auf den Sprint spezialisiert hat. Seine Schwester Akilah Lewis ist ebenfalls als Sprinterin aktiv.

## Sportliche Laufbahn
Erste internationale Erfahrungen sammele Omari Lewis im Jahr 2023, als er bei den U23-NACAC-Meisterschaften in San José in 10,28 s den vierten Platz im 100-Meter-Lauf belegte und mit der 4-mal-100-Meter-Staffel in 40,19 s ebenfalls auf Rang vier gelangte. Anschließend schied er mit der Staffel bei den Weltmeisterschaften in Budapest mit 38,89 s im Vorlauf aus.

## Persönliche Bestzeiten
- 100 Meter: 10,28 s (+1,7 m/s), 21. Juli 2023 in San José
  - 60 Meter (Halle): 6,70 s, 25. Februar 2023 in Lynchburg
- 200 Meter: 21,37 s (+0,3 m/s), 26. Juni 2022 in Port-of-Spain
  - 200 Meter (Halle): 21,19 s, 25. Februar 2023 Lynchburg